# 1309

## Esdeveniments
- Castell de Montsó; el 24 de maig aquest castell propietat dels templers, després d'un setge de setze mesos es retia a Artal de Luna per ordre de Jaume II el Just.
- 9 de març - Avinyó comença a ser la seu del papat
- Construcció del Castell de Bellver a Palma